# Bob Rusch
Robert D. „Bob“ Rusch (* 3. April 1943 in New York City; † 14. Januar 2024) war ein US-amerikanischer Jazz-Kritiker und Musikproduzent.

## Leben
Rusch lernte von früh an Klarinette und Schlagzeug. Von 1965 bis zu seiner Entlassung 1973 war Rusch Lehrer an der Woodward School, einer privaten Grundschule im Stadtteil Fort Greene in Brooklyn.  In den 1970er Jahren trat er als Schlagzeuger mit Jaki Byard und Cedar Walton auf. Daneben schrieb er für die Zeitschriften Down Beat, Jazz Journal und Jazz Forum, bevor er 1975 das Cadence Magazine gründete. 
1980 gründete Rusch das Plattenlabel Cadence Jazz Records und 1995 das Label CIMP. Für beide produzierte er Hunderte von Jazz-Veröffentlichungen, darunter mit Barry Altschul, Chet Baker, Bill Barron, Anthony Braxton, Bill Dixon, Dominic Duval, Fred Hess, Noah Howard, Steuart Liebig, Ivo Perelman, Ursel Schlicht, Paul Smoker, Glenn Spearman, Steve Swell, Cecil Taylor und Gebhard Ullmann.
Ab 1983 leitete er außerdem North Country Record Distribution, einen unabhängigen Jazz-Tonträger-Vertrieb.
Rusch schenkte seine große Sammlung von Jazz-Zeitschriften dem Schomburg Center for Research in Black Culture.

## Familie
Bob Rusch war der Vater der Malerin Kara D. Rusch (* 1967) und des Toningenieurs Marc Rusch.

## Schriften
- Jazztalk: The Cadence Interviews, Secaucus, NJ: Lyle Stuart, 1984; ISBN 0-8184-0357-8 – (Digitalisat)